# Lubichowo
Lubichowo (ted. Liebichau, o anche Lubichow o Lubichau) è un comune rurale polacco del distretto di Starogard, nel voivodato della Pomerania.
Ricopre una superficie di 161,01 km² e nel 2004 contava 5 595 abitanti.